# Usedom (Stadt)

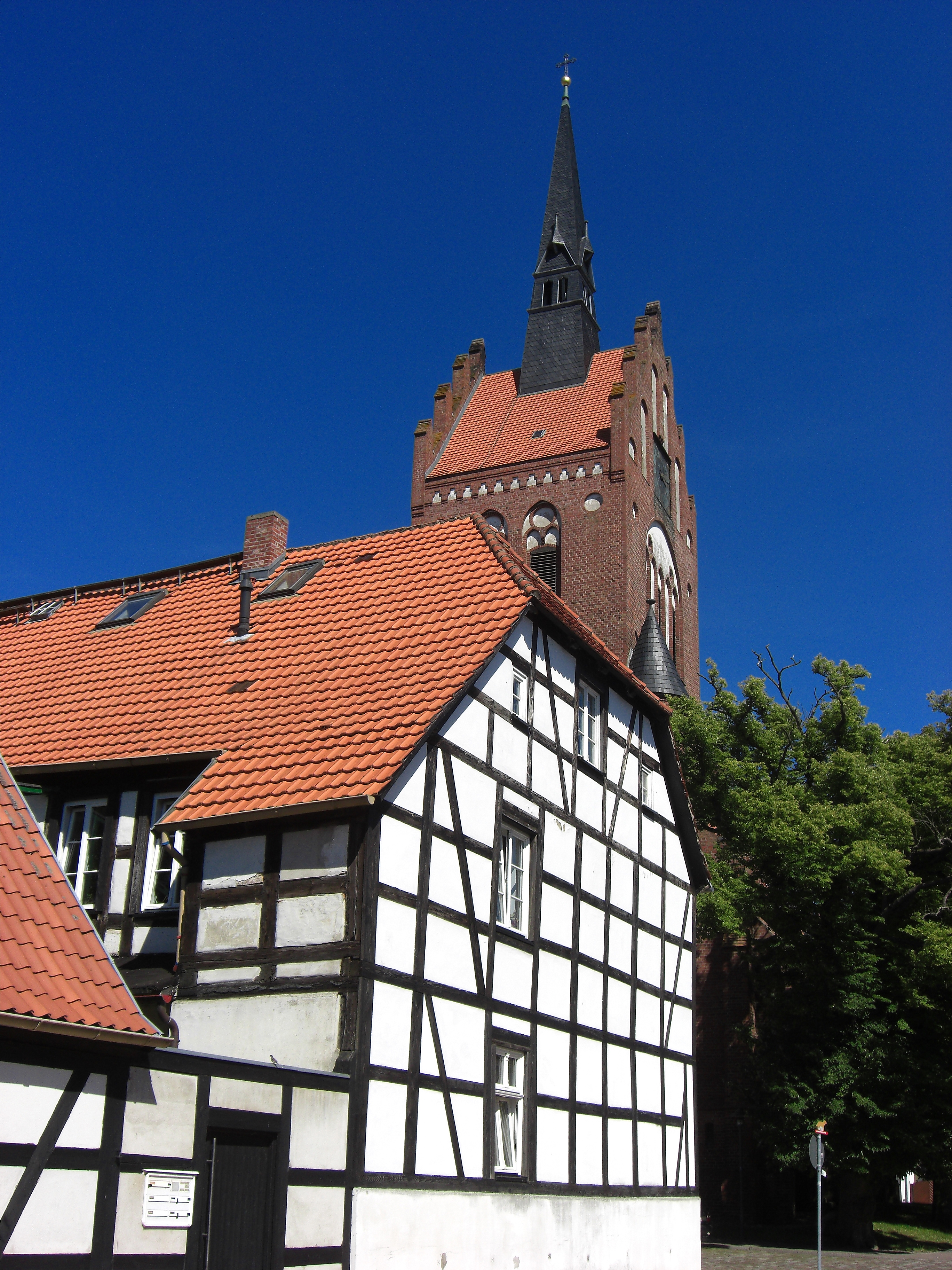
Stadtkirche St. Marien und Gemeindehaus

Usedom ist eine Landstadt auf der gleichnamigen Insel Usedom in Mecklenburg-Vorpommern (Deutschland). Sie gehört zum Landkreis Vorpommern-Greifswald und ist Verwaltungssitz des Amtes Usedom-Süd, dem weitere 14 Gemeinden angehören. Zur sprachlichen Abgrenzung von der Insel Usedom wird sie auch Stadt Usedom oder Usedom-Stadt genannt.

## Geographie
Die Landstadt liegt im südwestlichen Teil der gleichnamigen Insel, im so genannten Achterland, am Nordwestufer des Usedomer Sees, einer Bucht des Stettiner Haffs. Im Westen und Norden wird das Gebiet der Stadt vom Peenestrom begrenzt.
Die Stadt Usedom erfüllt nach den Kriterien bislang keine Zentrumsfunktion, das in der Raumplanung bestimmte nächstgelegene Grundzentrum ist das nordöstlich gelegene Heringsdorf, das nächste Mittelzentrum die südwestlich gelegene Hansestadt Anklam.

## Stadtgliederung
Zur Stadt Usedom gehören folgende Ortsteile:
- Usedom
- Gellenthin
- Gneventhin
- Karnin
- Kölpin
- Mönchow
- Ostklüne
- Paske
- Vossberg
- Welzin
- Westklüne
- Wilhelmsfelde
- Wilhelmshof
- Zecherin

## Geschichte

### Stadt Usedom

#### Name
Der Name der Stadt Usedom leitet sich aus dem slawischen „uznam“ ab. „Uznoimia civitas“ wurde 1124/1125 von den Biografen des hier missionierenden Bischof Otto von Bamberg erstmals für die Stadt im Südwesten der Insel bezeugt. Vielleicht liegt Uznoimia das slawische Wort znoj für Strom oder auch Mündung oder Umströmt zu Grunde. Der Name wandelt sich zu Uznam, Uznom (1175), Uznoim, Usdum hin zum Usedum im Jahr 1421.

#### Mittelalter
Die Region ist seit der Jungsteinzeit besiedelt und seit dem 8. bis 9. Jahrhundert durch Slawen. Der Fundkomplex am Schlossberg, der so genannte Bauhof brachte viele Belege einer befestigten Siedlung aus dieser Zeit. Auch weiter nordöstlich bei den Amtsmühlen gab es eine weitere Siedlung. Ein slawisches Gräberfeld wurde davon östlich nahe dem jetzigen Friedhof nachgewiesen.
Seit dem 10. Jahrhundert stand auf dem heutigen Schlossberg eine slawische Burgsiedlung. Die „urbs Osna“ wurde um 1115/1119 von den Dänen unter König Niels zerstört. Das wurde auch ohne Datum in der Knytlinga c. 123 genannt.

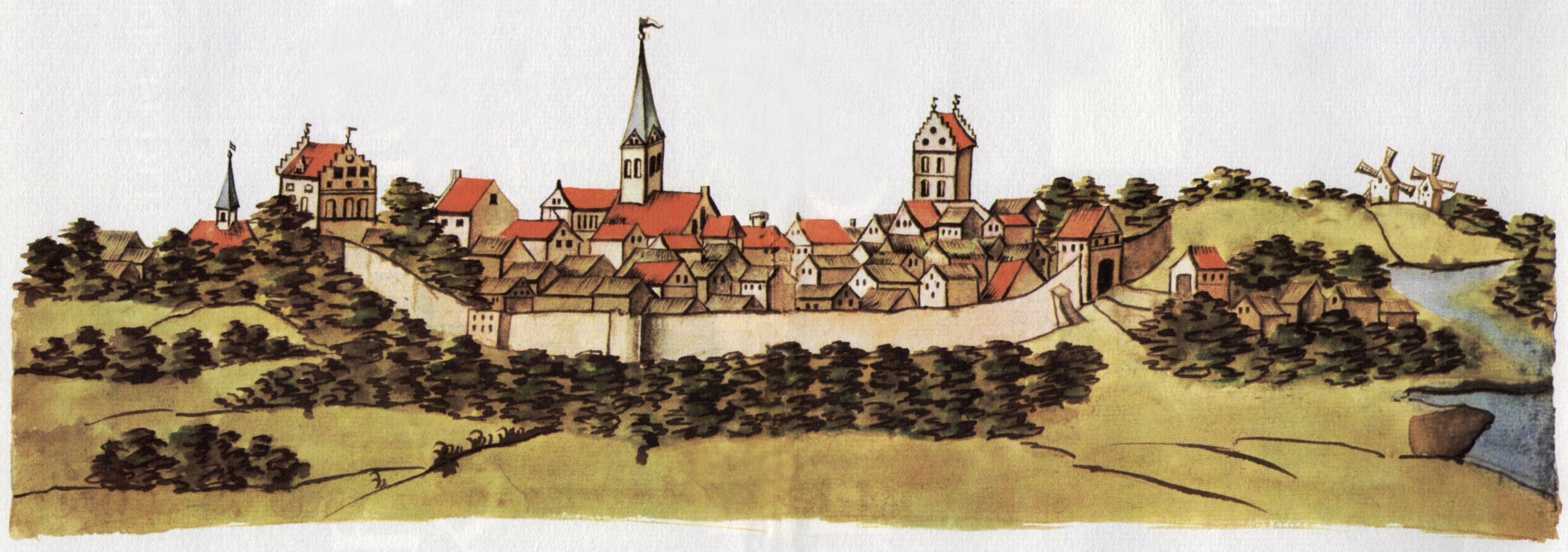
Ansicht 1611/15. Stralsunder Bilderhandschrift – Rechts mittig – Bauwiek, Rechts oben – Amtsmühlen

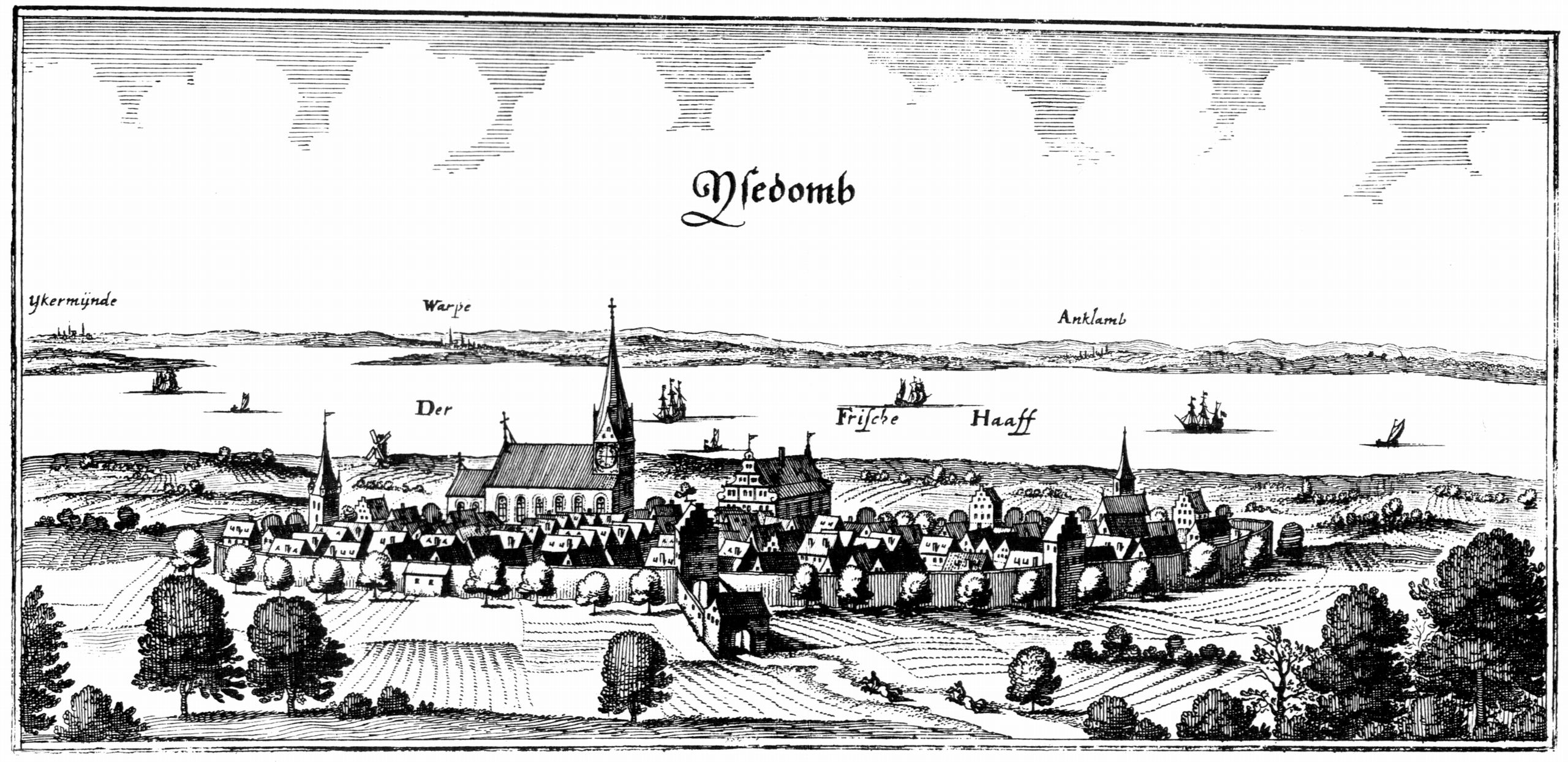
Ansicht von 1652 nach Merian

1128 nahmen auf dem Usedomer Schlossberg die wendischen Edlen Westpommerns unter Druck durch Wartislaw I. das Christentum an, das Treffen wurde oft auch als erster Landtag von Wartislaws Herrschaftsgebiet bezeichnet. Die Burg Usedom, Zentrum der „terra Wanzlow“, wurde urkundlich erstmals 1140 bei der Bestätigung des Pommerschen Bistums durch den Papst genannt. Eine Burg wurde um 1159 wieder aufgebaut und zugleich entstand eine planmäßige Stadt mit seinem Markt.
1155 wurde bei der Stadt das Kloster Grobe errichtet. In den Jahren 1173, 1177 und 1178 wurde Usedom erneut von Dänen unter König Waldemar I. erobert und zerstört.
Bis zur Mitte des 13. Jahrhunderts war der Ort Usedom eine der Hauptresidenzen der Herzöge von Pommern, das belegen die vielen Urkunden, die sie dort ausführten. Später verlor er diese Bedeutung zugunsten von Wolgast und Stettin.
Im 13. Jahrhundert begann im Zuge der Ostkolonisation die deutsche Besiedlung von Usedom. Als vicus – also als Dorf – wurde Usedom 1240 und als oppidum dann 1267 erstmals erwähnt. Am 23. Dezember 1298 erhielt Usedom von Herzog Bogislaw IV. Lübisches Recht.

#### 16. bis 19. Jahrhundert
Im 16. und 17. Jahrhundert schuf die Stadt sich eine Ringmauer mit drei Stadttoren, von denen nur noch eines erhalten ist. Die Stralsunder Bilderhandschrift vermittelt ein gutes Bild der damaligen Stadt, diese war auch Vorbild für die Vignette auf der Lubinschen Karte von 1618.
Bei Großfeuern 1475 und 1688 brannte die Stadt komplett nieder.
Nach dem Westfälischen Frieden im Jahr 1648 gehörte Usedom zu Schwedisch-Pommern, mit dem Frieden von Stockholm vom 1. Februar 1720 wurde die Stadt preußisch.
Nach dem Preußischen Urmesstischblatt von 1835 hat sich Usedom kaum nach außerhalb der Stadtmauer entwickelt. Lediglich entlang der nördlichen Straße zu den Amtsmühlen und zur südöstlichen Amtswiek entstanden kleinbäuerliche Ansiedlungen (Ackerbürger).
Seit 1876 hat die Stadt einen Eisenbahnanschluss mit Bahnhof durch die Strecke Ducherow-Swinemünde. Auch die Stadt entwickelte sich jetzt weiter nach außen.

#### Ab dem 20. Jahrhundert
Zu Beginn des 20. Jahrhunderts macht der Usedomer Bürgermeister Paul Trömel europaweit von sich reden. Im März 1913 verschwand er unmittelbar im Anschluss an eine Kreistagssitzung und tauchte einige Wochen darauf in Algier als Mitglied der französischen Fremdenlegion auf, was ein enormes Presseecho auslöste und zu abenteuerlichen Mutmaßungen Anlass gab. Im November 1913 kehrte er nach Deutschland zurück. Im Jahr 1914 erschien ein autobiographischer Kurzroman unter seinem Namen, in dem er seine Erlebnisse schildert.
Im Verlauf der Eisenbahnlinie Ducherow–Swinemünde wurde 1932/33 die Hubbrücke Karnin errichtet, die 1945 kurz vor Kriegsende von Truppen der Wehrmacht auf dem Rückzug gesprengt wurde.
Die Innenstadt und das Rathaus wurden im Rahmen der Städtebauförderung seit 1991 grundlegend saniert.

### Ortsteile

#### Gellenthin
Gellenthin wurde 1254 erstmals als „Gelendin“ urkundlich erwähnt. Der slawische Name wird als „Kinderpfleger“ oder „armer Schlucker“ gedeutet.
Gellenthin ist von der Form her ein Straßenangerdorf und von der Funktion her ein Bauerndorf, das aber eher kleinbäuerlich anzusehen ist. Es hat keine öffentlichen Gebäude und außer Busverbindung keinen Transportanschluss.

#### Gneventhin
Gneventhin wurde 1218 erstmals urkundlich als „Gnewetyn“ erwähnt. Der slawische Name wird mit „Zorn“ gedeutet. Es wird bis zum 19. Jahrhundert wie das benachbarte Gellenthin oftmals in schriftlichen Nachweisungen genannt.
Gneventhin ist ein Haufendorf, aber ist eher großbäuerlich strukturiert. Die Gehöfte sind größere Dreiseithöfe, deren Struktur noch heute teilweise erkennbar ist. Auch dieser Ort hat außer Straßen keine erkennbare Infrastruktur. Zwei Höfe sind für „Ferien auf dem Bauernhof“ gelistet.
Am 1. Juli 1950 wurde Gneventhin nach Karnin eingemeindet.

#### Karnin

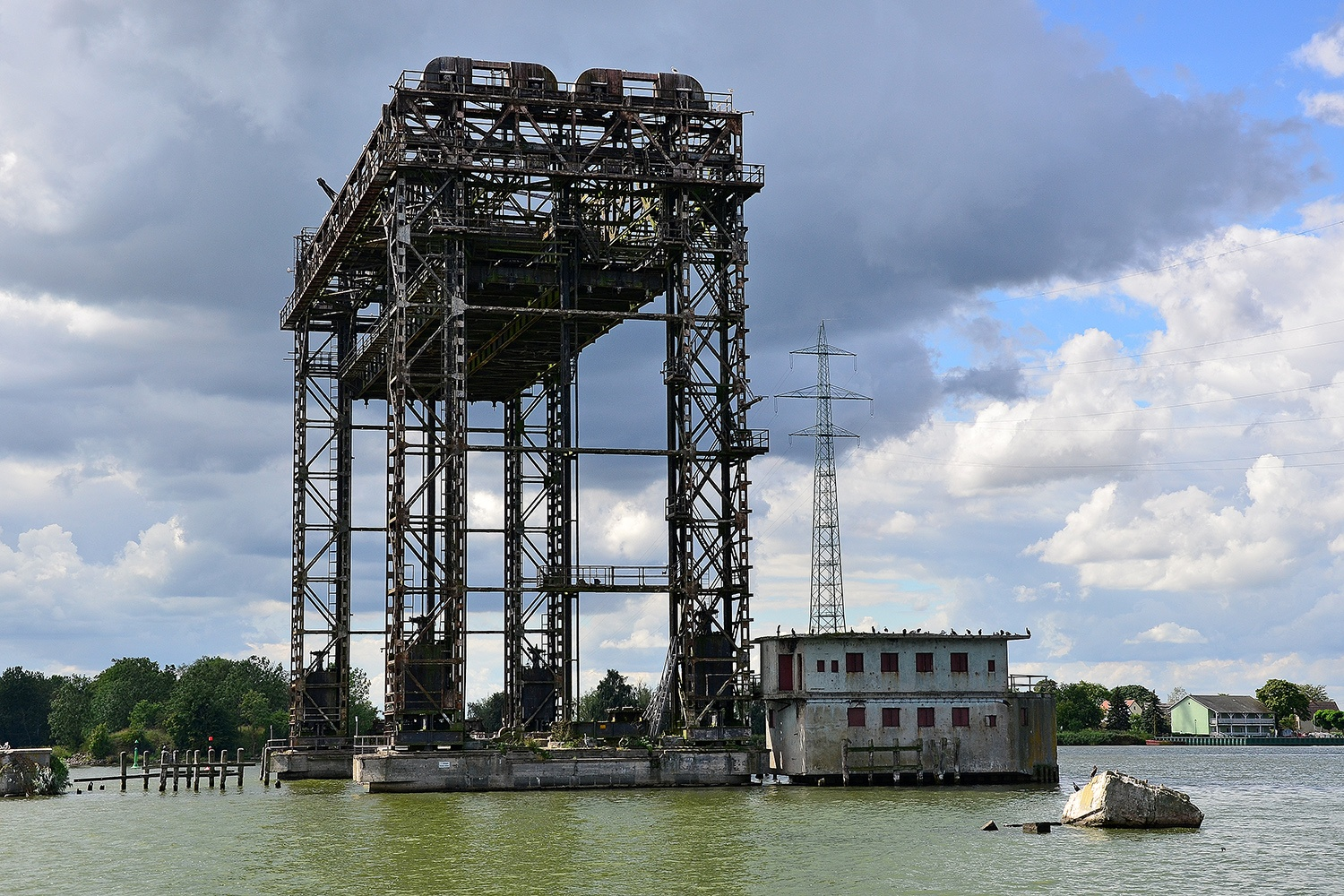
Karniner Brücke

Karnin wurde 1267 erstmals urkundlich als „Carnyn“ genannt. Der slawische Name wird als „kleiner Wuchs“ gedeutet.

#### Kölpin
Kölpin wurde 1589 und ab 1911 mit gleichem Namen genannt. Es ist nicht identisch mit dem Ort Kölpinsee, wobei die Namen eine ähnliche Herkunft haben. Der Name wird mit „Schwan“ gedeutet.
Weitere Angaben → siehe Regezow.

#### Mönchow

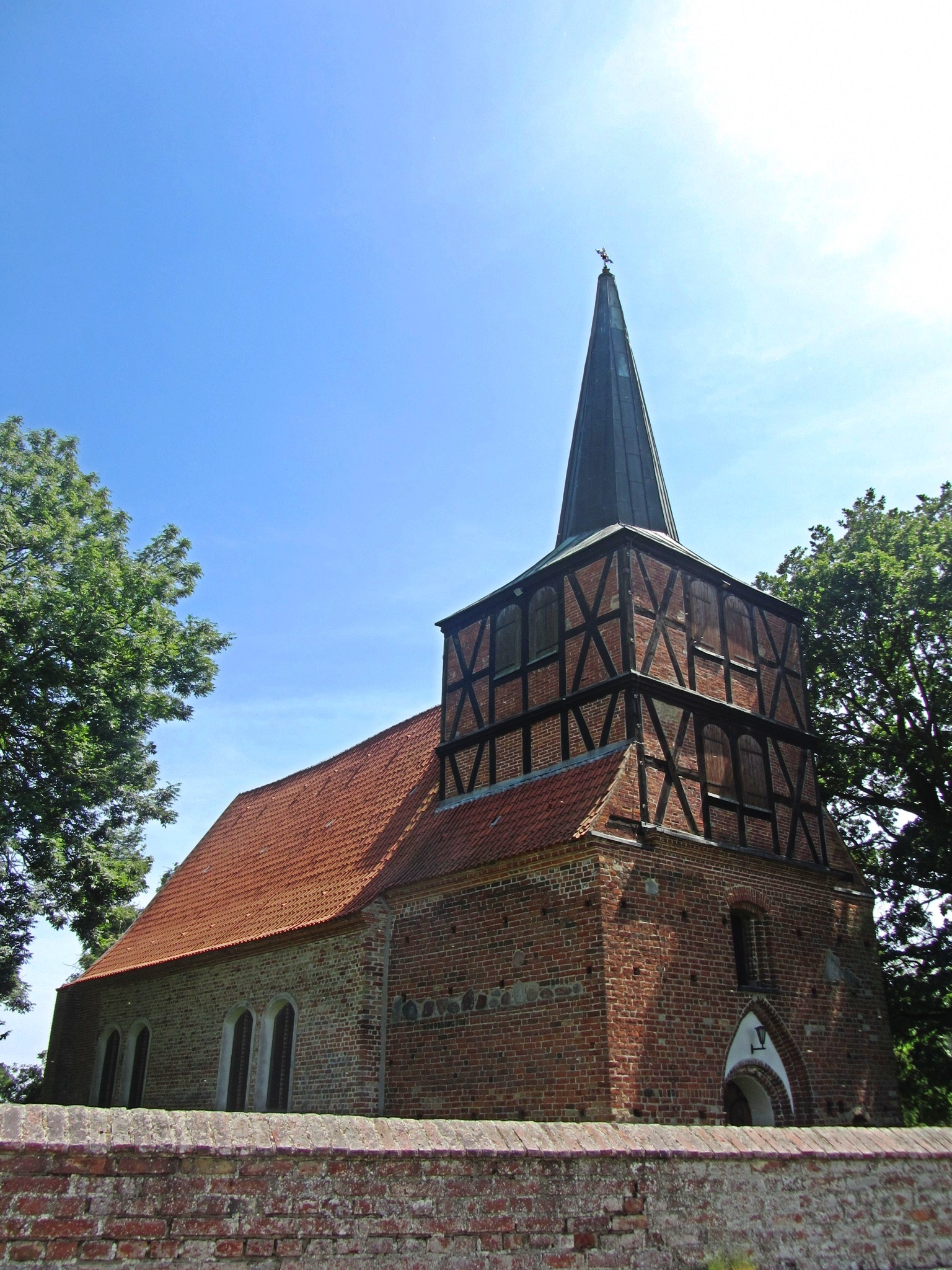
Kirche in Mönchow

Der Ort Mönchow wurde 1168 erstmals als „Minichsow“ und „Minuchowe“ urkundlich genannt. Darin bestätigt Bischof Conrad II. dem Kloster Grobe seine Besitzungen. Der Name wird als „von Mönchen angelegt“ gedeutet.
Der Ort bestand aus einem Gehöft, das später zu einem Vorwerk ausgebaut wurde, und einer daneben liegenden Ziegelei. Der zugehörige Wohnort, bei dem sich auch die Kirche und der Friedhof von Mönchow und Karnin befand, lag weiter nordwestlich. Der Ort wurde 1920 „Kolonie Mönchow“ genannt, weil dort Siedler Land erhielten. Zu der Zeit war auch die Ziegelei eingegangen.

#### Ostklüne
Ostklüne wurde erstmals 1756 als „Ost-Clüne“ genannt. Der slawische Name wird mit „Ast“ oder „Spitze“ gedeutet, bezogen auf die Landzungen an der „Kehle“, der Enge vom Peenestrom zum Usedomer See. Es ist aber nicht identisch mit der Wüstung Klüne, die etwa an der Stelle lag, die durch das Gut Wilhelmshof überbaut wurde.
1779 wurde das „Vorwerk Ostkluene“ genannt, es war wohl die Stelle, an der später die Ziegelei entstand.
1835 bestand der Ort laut PUM (Preußisches Urmesstischblatt) aus zwei Teilen, der Ziegelei – ca. 500 m östlich der „Kehle“ und dem Dorf direkt an der „Kehle“. Zwischen beiden Teilen lag der Friedhof weiter nördlich, er verschwand vor 1920. Neben der Ansiedlung am Wasser befand sich 1835 eine Lotsenstation und die Fährstelle nach Westklüne und Wilhelmshof. In der Kreiskarte von 1900 ist zwischen dem Friedhof und der Ziegelei eine Windmühle, die aber bereits 1920 verschwand. Die Lotsenstation wurde vor 1920 eingestellt und nach Westklüne wegen der besseren Erreichbarkeit verlegt. Bei der Uferansiedlung Ostklüne verblieb nur noch ein Hof, es war wohl die Fährstelle. Ebenfalls eingestellt wurde vor 1920 die Ziegelei und mit dem Gut überbaut.
Das Gut verschwand nach 1945 und wurde als Wohnsiedlung ausgebaut. Auch die Ansiedlung am Ufer der „Kehle“ wurde erweitert. Eine offizielle Fährverbindung besteht nicht, nur private Boote zur Überfahrt. Ansonsten muss der weitere Weg um den Usedomer See herum zur Stadt genommen werden.

#### Paske
Paske wurde 1709 erstmals als „Pasch“ genannt. Das wird als „Waldlichtung“ oder „Bienengarten“ gedeutet. Der Ort liegt am nördlichen Ausläufer des Usedomer Sees gegenüber dem Stadtteil „Bauhof“ von Usedom. Es war nur ein kleines Bauern- und Fischerdorf und hatte die Form eines Sackgassendorfes. Erst um 1920 entstand weiter östlich ein Dorffriedhof und südöstlich am „Weißen Berg“ eine kleine Bootswerft. Am Ort war ein kleiner Hafen, von dem wohl eine kurzzeitige Kahn-Fährverbindung zur Stadt bestand.
Das Dorf und der Werftstandort waren nach 1945 unbedeutende Wohnplätze. Seit 2019 ist Paske durch eine Brücke mit dem ausgebauten Usedomer Hafen verbunden und Teil des touristischen Angebots der Stadt Usedom.

#### Vossberg
Voßberg oder modern geschrieben Vossberg wurde erstmals 1906 im Ortsverzeichnis genannt. Der Ort liegt an der B 110 auf halber Strecke zwischen Zecheriner Brücke und Usedom (Stadt). Auch nach der Gründung war es noch 1920 nur ein einzelnes Gehöft.
Zu DDR-Zeiten wurde dort um 1974 ein Agrarkomplex (LPG) aufgebaut und für dessen Mitarbeiter entstanden Wohneinheiten und Eigenheime, die den Ort beträchtlich vergrößerten. Nach 1990 wurde der Komplex privatisiert, ausgebaut und modernisiert.

#### Welzin
Die älteste urkundliche Erwähnung von Welzin als „Weltzyn“ aus dem Jahr 1267 gilt wie viele des Klosters Grobe als gefälscht. So ist die Urkunde von 1286 mit der Nennung als „de Welzhin“ die wirklich erste. In ihr gab Herzog Bogislaw IV. dem Kloster Grobe einige Dörfer und Gerechtigkeiten. Dabei traten ein Wisco und ein Johannes de Wilzhin als Zeugen auf. Der slawische Ortsname wird als „vergrößert“ oder „gepriesen“ gedeutet.
Nach der Besitzstandskarte von 1530 ist der Landstreifen von Welzin nach Norden dem Kloster Pudagla zugehörig.
Welzin liegt südöstlich der Stadt Usedom zwischen dem Usedomer See und dem Haff. 1835 war der Ort ein kleines Angerdorf von Bauern und Fischer mit einer Ziegelei am Ufer zum Haff. Bis 1920 hatte sich die Ansiedlung kaum verändert, lediglich die Ziegelei war aufgegeben und dort ein Wohnplatz entstanden. Die Bauerngehöfte bekamen eine klare Struktur als Drei- und Vierseithöfe.
Auch zu DDR-Zeiten veränderte sich die Struktur kaum, lediglich die Wirtschaftsbauten wurden weniger, da die Bauern nach 1960 der LPG angehörten und kaum noch private Wirtschaft bestand. Der Tourismus berührte und berührt die Gegend kaum.

#### Westklüne
Westklüne wurde erstmals 1779 als „Ziegeley Westkluene“ offiziell genannt. Der slawische Name „Klüne“ wird mit „Ast“ oder „Spitze“ gedeutet, bezogen auf die Landzungen an der „Kehle“, der Enge vom Peenestrom zum Usedomer See. Es ist aber nicht identisch mit der Wüstung Klüne, die etwa an der Stelle lag, die durch das Gut Wilhelmshof überbaut wurde.
Entsprechend dem Preußischen Urmesstischblatt von 1835 bestand Westklüne nur aus einem Fährgehöft. Bis 1920 lt. MTB wurde dies noch reduziert und bestand nur noch aus einer kleinen Lotsenstation. Das Fährgehöft wurde nach Osklüne verlegt. Nach 1945 und zu DDR-Zeiten wuchs Westklüne beträchtlich, aber auch dadurch, dass die ehemalige Wohnsiedlung von Wilhelmshof dem Ort zugeschlagen wurde, Grenze wurde der Graben zwischen Westklüne und Wilhelmshof.
Das kleine Dorf in der Form eines gestreckten Straßendorfes ist mittels einer privat betriebenen Kahnfähre für Rad- und Fußwanderer mit der anderen Seite der Kehle verbunden.

#### Wilhelmsfelde
An der ehemaligen Straße von Gneventhin nach Wilhelmshof befand sich auf halber Strecke ein unbenannter Hof. Diese Ansiedlung hatte 1838 der Gutsbesitzer Johann Lutz einem zu Karnin zählenden Bauernhof und dem Land des Gellenthiner Schulzengutes gegründet. Dieser Hof wurde als Wilhelmsfelde 1858 erstmals offiziell genannt. 1920 war die Ansiedlung nur um ein weiteres Gehöft angewachsen.
Erst zu DDR-Zeiten waren um diese Höfe jeweils ein Wohnplatz entstanden, der nun der richtige Ort Wilhelmsfelde wurde.

#### Wilhelmshof
Nördlich und südlich des heutigen Ortes bestanden jeweils eine ausgedehnte slawische Siedlung (600 bis 1200).
1388 soll dort ein von Mönchow abgetrenntes selbständiges Gut bestanden haben. 1722 wurde dann auf Befehl König Friedrich Wilhelm I. aus dem Klosteracker (Kavelacker und Klüne) des Klosters Grobe/Pudagla und den Mönchower Hufen des Herrn von Restorf ein Dominalgut gebildet. Dieses erhielt zu Ehren des Königs den Namen Wilhelmshof und wurde erstmals 1731 offiziell als „Willhellmshoff“ und 1779 mit dem aktuellen Namen genannt.
Bereits 1835 (lt. PUM) war es ein beachtliches Gut mit einer etwas abgesetzten Landarbeiterkatenzeile und kleiner Handwerkersiedlung, die heute beide zu Westklüne zählen. Bis 1920 wurde das Gut noch einmal beträchtlich ausgebaut, die Katenzeile wich einem neu angelegten Gutspark, und die Landarbeiter wohnten direkt im Gut oder in der Siedlung (heute Westklüne).
In Folge der Bodenreform von 1945 wurde das Gut zersiedelt, es entstanden zerstreute Neubauernhöfe in Richtung Wilhelmsfelde. Das Restgut blieb überwiegend erhalten, wurde dann um 1960 zum LPG-Objekt und nach 1990 privatisiert.

#### Zecherin

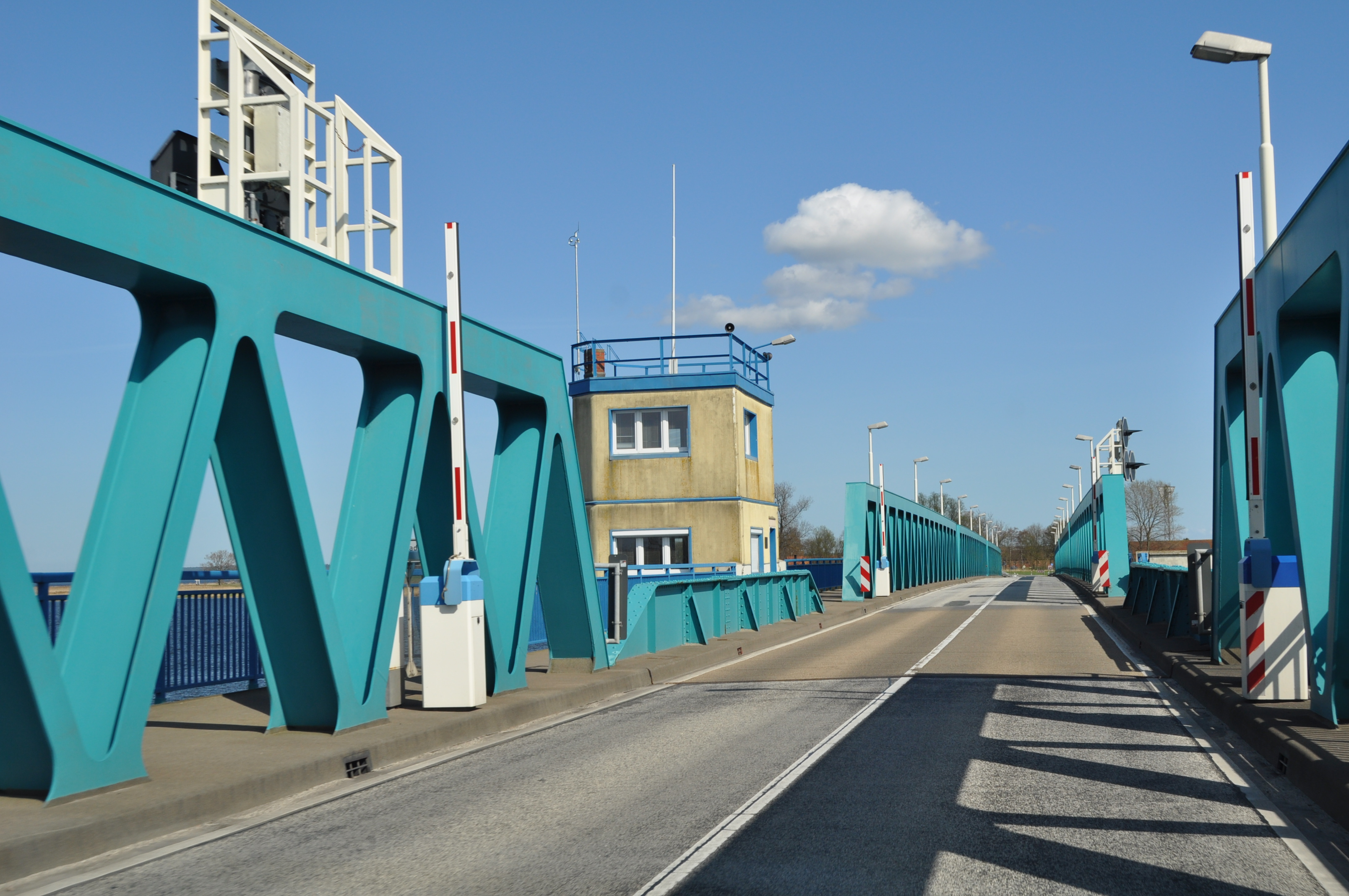
Zecheriner Brücke (Querung des Peenestroms)

Zecherin soll mehrfach zwischen 1160 und 1194 als Sikeriz, Sikerina und Secheriz genannt sein (Nach Autoren Beyersdorf (1878), Rolfs (1933) und Hasselbach (1843)). Am 1. Juli 1950 wurde Zecherin nach Karnin eingemeindet.

### Historische Wohnplätze
Amtsmühlen
Amtsmühlen wurde unter diesem Namen erstmals 1693 offiziell erwähnt. Im Ortsverzeichnis wurde der Ort noch bis 1906 genannt. Der Name des Wohnplatzes bezog sich auf die dort befindlichen 3 Holländerwindmühlen, die schon vor 1835 in der PUM (Preußisches Urmeßtischblatt) eingezeichnet waren. Zwei davon waren vor 1920 verschwunden, eine stand noch danach. Vorher standen dort zwei Windmühlen des Amtes Pudagla – daher auch der Name „Amtsmühlen“.
Bei diesem Ort befanden sich ein seltenes slawisches Körpergräberfeld (600 bis 1200), der alte und der neue Friedhof Usedom und der Jüdische Friedhof Usedom. Nur der neue Friedhof ist noch vorhanden.
In der Stralsunder Bilderhandschrift (siehe Bild oben) von 1612 wurden die Amtsmühlen vor der Stadtmauer auf der Anhöhe eingezeichnet.
Dieser Wohnplatz im Nordosten der Stadt wurde später nach 1920 in die Stadt Usedom integriert. Er wird jetzt in Richtung Seebäder von der B 110 gequert und davon beidseitig überbaut.
Amtswiek
Die Amtswiek wurde 1693 erstmals als „Amtswyk“ genannt und als „die alte Vorstadt“ von Usedom bezeichnet. Dieser Ort gehörte zum Amt Pudagla – daher die Vorsilbe „Amt“, die Nachsilbe „Wiek“ stammt vom pomeranischen „Stadt“ oder „Marktplatz“, aber auch „kleine Bucht“.
In der Stralsunder Bilderhandschrift (siehe Bild oben) von 1612 wurde die Amtswiek vor der Stadtmauer am Peenetor eingezeichnet, auch in der Vignette der Lubinschen Karte von 1618 ist die gleiche Situation gezeichnet.
Die Amtswiek bildete bis ins 20. Jahrhundert eine eigene Gemeinde, die bei der Volkszählung von 1939 99 Einwohner hatte. Die Gemeinde umfasste das Gebiet rund um die Wieckstraße nahe dem heutigen Hafen.
Kavelacker
Kavelacker wurde 1694 erstmals als „Kawellacker“ genannt. Die letzte Erwähnung erfolgte 1722 mit „Cavel Acker“. Danach wurde die Ansiedlung mit dem jetzigen „Wilhelmshof“ überbaut.
Sandfurt
Bei Karnin gab es einen Wohnplatz der 1835 „Sandford“ und 1920 „Sandfurt“ genannt wurde.
→ Details siehe bei Karnin

### Wüstungen
Bauhof
Bauhof wurde als Ort mit gleichem Namen 1709 offiziell genannt. Es war ein „uraltes“ Gehöft – Bauernhöfe wurde damals als „Bauhof“ bezeichnet. Dieser Hof gehörte zur frühslawischen Burgwallanlage mit Schloss und diente zu deren Versorgung. Die gesamte Anlage des heute noch sichtbaren Burgberges wird aber immer noch nur als Bauhof bezeichnet.
Bekannt wurde diese archäologische Örtlichkeit schon 1128 durch die Biografen des Bischofs Otto von Bamberg, der hier auf der Burg die versammelten Herrscher mit Herzog Wartislaw I. zum Christentum bekehrte. Deshalb steht auf dem Burgberg jetzt das Christianisierungsdenkmal.
Immer wieder, auch vor wenigen Jahren, wurde der Bauhof archäologisch untersucht und brachte spektakuläre Ergebnisse und Funde. Er ist ein großflächiges Bodendenkmal. Neben dem Schlossberg steht noch ein Wohngehöft wohl um 1920 errichtet, das aber mit dem historischen Wohnplatz nichts zu tun hat. Des wegen aber ist dieser Bereich leider nicht archäologisch untersuchbar.
Bresiz
Bresiz wurde mit diesem Namen 1168 erstmals urkundlich genannt. Noch bis 1267 erfolgen mehrere Nennungen, danach verschwindet der Ort, er ist wüst. Die genaue Lage ist nicht bekannt, der Ort lag östlich von Mönchow. Der slawische Gründungsname bedeutet Birke oder Birkenhain.
Grobe
Grobe wurde 1159 erstmals urkundlich als „Grobe“, „Groben“ und „villa Groben“ genannt. Der slawische Name wird mit „durch Wallgraben geschützte Siedlung“ gedeutet. Der Ort wurde noch bis 1317 urkundlich genannt und war noch 1662 in historischen Karten gezeichnet.
Das Kloster Grobe wurde 1155 gestiftet und das Kloster wurde 1309 nach Pudagla verlegt. Die Wüstung ist archäologisch sehr gut dokumentiert.
Gumzin
Gumzin wurde als Gumeczin, Gumeci und Gummetzin 1286 erstmals in drei Urkunden genannt. Der Name ist nicht gedeutet. Gumzin lag zwischen Usedom und Krienke und wurde 1286 mit hoher und niederer Gerichtsbarkeit an das Kloster Grobe von Herzog Bogislaw IV. abgetreten. Das Dorf wurde bis 1861 genannt und wurde dann mit Flur und Wald mit Krienke vereinigt.
Hufe
Hufe wurde als „Huff“ 1709 erstmals erwähnt. Der Name ist vom frühdeutschen Flächenmaß der Hufe abgeleitet. Es wurde noch bis 1756 genannt. Der Ort lag im so genannten Usedomer Winkel, dem Inselvorsprung zur heutigen Zecheriner Brücke. Er war zwischen den Orten Gneventhin und Gellenthin ein kleines adliges Gut. Noch in dem PUM 1835 (Preußisches Urmesstischblatt) wurde dieses Gehöft gezeichnet und beschriftet.
Kleine Werder
Der Ort „Kleine Werder“ wurde erstmals 1575 als „daß kleine werder“ erwähnt. Im Peenestrom lag zu „alten Zeiten“ (Zitat) an der nördlichen Seite der Insel „Anklamer Fähre“ eine Vorinsel, die bewohnt war. Sie wurde 1709 nochmals erwähnt. In dem PUM 1835 (Preußisches Urmesstischblatt) wurde die Insel noch als solche gezeichnet, eine Bebauung ist nicht zu erkennen. Die Insel wurde dann mit dem Damm zur Ortslage „Anklamer Fähre“ überschüttet und es entstand die heutige Halbinsel. Jetzt ist der „Kleine Werder“ wieder mit Ferienhäusern bebaut. Komischerweise zählt nach der Quelle diese wüste Insel zur Stadt Usedom und nicht zu Anklam, wie die östlicher liegende Insel „Anklamer Fähre“.
Klüne
Klüne wurde erstmals 1267 als „Clvne“ urkundlich erwähnt. 1310 hieß der Ort „Clune“ und 1709 „Klüne“. Der Ort lag südlich der Stadt Usedom. Es war ein Gut Klüne am Haff, aber nicht identisch mit den heutigen Orten Ost- und Westklüne. Es wurde nach 1722 (letzte urkundliche Erwähnung) mit dem Gut Wilhelmshof überbaut. Der slawische Name wird mit „Ast“ oder „Spitze“ gedeutet, bezogen auf die Landzungen an der „Kehle“, der Enge vom Peenestrom zum Usedomer See. Ein einzelnes Haus dieser alten Siedlung, die Station des Lotsen hat sich bis heute im Ort Westklüne erhalten.
siehe auch Wilhelmshof und Ost- und Westklüne
Neufähr
Neufähr wurde erstmals 1537 als „Nige Vehre“ genannt. 1575 folgen die Bezeichnungen „Neuwe fähr“ und „Nya Färd“. Diese Ortschaft soll bei Mönchow als Fährort zum Festland bestanden haben und im Dreißigjährigen Krieg wüst gefallen sein. In den alten Karten ist dort eine Landestelle erkennbar, wo später das Vorwerk und die Ziegelei gebaut wurde.
Regezow
Der Ort wurde urkundlich von 1267 oftmals bis 1901 mit „Regezo“ (1829 und in PUM 1835) und „Regezow“ benannt. Die Urkunden von 1267 (2 mal) und von 1317, die Regezow nennen, sind wie viele des Klosters Grobe und Pudagla gefälscht.
Deshalb ist die Erstnennung mit einer echten Urkunde erst für 1337 mit „Reghezowe“ zu werten. Warum Kölpin dazwischen mit 1589 auftaucht ist unklar, denn diese Nennung beruht auf einer Quelle (Koser) von 1672. Regezow wird bei Niemeyer als Wüstung angegeben mit einer ungenauen Lage, ist aber wie gesagt eine identische Lage und Form im PUM (Preußisches Urmesstischblatt) von 1835 wie der heutige Ort Kölpin. Anzunehmen ist eine bislang nicht dokumentierte Umbenennung zwischen 1901 und 1911. Der slawische Ortsname wird mit „Schilf“ gedeutet.
Regezow hatte 1835 eine Ziegelei direkt am Ort und eine zweite dicht bei Karnin. Dazwischen lag ein größerer Bauernhof, der später als der Ort schon Kölpin hieß, mit einem Gut überbaut wurde. Die Ziegelei am Ort wurde mit dem neuen Ort Kölpin überbaut und die Ziegelei bei Karnin fiel dem Bahnbau und der Brücke zum Opfer.
siehe auch Kölpin
Sluteuiz
Dieser Ort wurde erstmals 1216 als „Sluteuiz“ urkundlich erwähnt. In dieser Urkunde bestätigt Bischof Sigwin von Cammin dem Kloster Grobe seine alten und neuen Besitzungen, darunter dieses Dorf nahe der Stadt Usedom. Der slawische Name wird als „Gold“ gedeutet. Später verschwindet der Ort aus den Aufzeichnungen.
Vanzaseuiz
„Vanzaseuiz“ wurde mit diesem Namen erstmals urkundlich erwähnt. Auch eine weitere Nennung mit „Wanzasevitz“ stammt aus dem gleichen Jahr. In der ersten Urkunde bestätigt Bischof Sigwin dem Kloster Grobe die Besitzungen mit dem Stand von 1198, darunter dieser genannte Ort, sowie auch neue Erwerbungen. Der Ort wird danach nicht mehr genannt. Die Lage wurde nur mit dem Gebiet bei Usedom angegeben. Es gibt auch keine Namensdeutung.

### Verwaltungsgeschichte
Nach der Verwaltungsreform 1815 kam Usedom zur preußischen Provinz Pommern und gehörte von 1818 bis 1945 zum Landkreis Usedom-Wollin. Von 1945 bis 1952 bildete die Stadt, mit dem nach dem Zweiten Weltkrieg nicht unter polnische Verwaltung gestellen Teil des Landkreises Usedom-Wollin, den Landkreis Usedom im Land Mecklenburg. Dieser ging im Jahr 1952 im Kreis Wolgast im Bezirk Rostock auf.
Die Gemeinde gehört seit dem Jahr 1990 zum Land Mecklenburg-Vorpommern. Seit dem Jahr 1994 gehörte Usedom zum Landkreis Ostvorpommern, der 2011 in den Landkreis Vorpommern-Greifswald aufging.

## Bevölkerung
| Jahr | Einwohner | Anmerkungen                                                                              |
| ---- | --------- | ---------------------------------------------------------------------------------------- |
| 1740 | 0687      | [ 15 ]                                                                                   |
| 1782 | 0787      | keine Juden                                                                              |
| 1794 | 0816      | keine Juden                                                                              |
| 1802 | 0939      | [ 16 ]                                                                                   |
| 1810 | 1045      | [ 16 ]                                                                                   |
| 1812 | 0980      | vier Katholiken, keine Juden                                                             |
| 1816 | 0960      | davon 951 Evangelische, zwei Katholiken, sieben Juden                                    |
| 1821 | 1051      | in 169 Privatwohnhäusern                                                                 |
| 1831 | 1246      | sieben Katholiken, 18 Juden                                                              |
| 1843 | 1504      | fünf Katholiken, 24 Juden                                                                |
| 1852 | 1595      | sieben Katholiken, 29 Juden                                                              |
| 1861 | 1833      | neun Katholiken, 27 Juden                                                                |
| 1867 | 1778      | am 3. Dezember                                                                           |
| 1871 | 1717      | am 1. Dezember, davon 1682 Evangelische, 13 Katholiken, zwei sonstige Christen, 20 Juden |
| 1885 | 1763      | [ 18 ]                                                                                   |
| 1905 | 1729      | [ 19 ]                                                                                   |
| 1925 | 1598      | [ 18 ]                                                                                   |
| 1933 | 1581      | [ 18 ]                                                                                   |
| 1939 | 1947      | [ 18 ]                                                                                   |

| Jahr | Einwohner | Anmerkungen                                |
| ---- | --------- | ------------------------------------------ |
| 1990 | 2272      |                                            |
| 1995 | 2051      |                                            |
| 2000 | 2010      |                                            |
| 2005 | 1936      |                                            |
| 2010 | 1892      |                                            |
| 2015 | 1785      |                                            |
| 2020 | 1747      |                                            |
| 2021 | 1741      |                                            |
| 2022 | 1725      | Es zeigt sich ein deutlicher Abwärtstrend. |
| 2023 | 1723      |                                            |

ab 1990: Stand: 31. Dezember des jeweiligen Jahres

## Politik

### Stadtvertretung
Die Stadtvertretung der Stadt Usedom besteht aus 12 Mitgliedern. Die Kommunalwahl am 9. Juni 2024 führte bei einer Wahlbeteiligung von 63,2 % zu folgendem Ergebnis:
| Partei / Wählergruppe            | Stimmenanteil 2019 | Sitze 2019 |  | Stimmenanteil 2024 | Sitze 2024 |
| -------------------------------- | ------------------ | ---------- |  | ------------------ | ---------- |
| Unabhängige Bürgerliste (UBL)    | 41,0 %             | 5          |  | 43,7 %             | 5          |
| CDU                              | 13,4 %             | 2          |  | 20,2 %             | 2          |
| SPD                              | 20,4 %             | 2          |  | 13,8 %             | 2          |
| Die Heimat (ehemals NPD)         | 06,5 %             | 1          |  | 13,8 %             | 2          |
| Einzelbewerberin Yvonne Leppin   | 04,9 %             | 1          |  | 03,8 %             | 1          |
| Einzelbewerberin Elisa Witt      | –                  | –          |  | 01,9 %             | –          |
| Einzelbewerber Paul Kaspereit    | –                  | –          |  | 01,9 %             | –          |
| Einzelbewerberin Sabrina Kipping | –                  | –          |  | 01,0 %             | –          |
| AfD                              | 06,3 %             | 1          |  | –                  | –          |
| Einzelbewerber Roland Voth       | 03,7 %             | –          |  | –                  | –          |
| Die Linke                        | 03,7 %             | –          |  | –                  | –          |
| Insgesamt                        | 100 %              | 12         |  | 100 %              | 12         |

### Bürgermeister
- 1407 Ricqwardt Seroder[15]
- 1407–1409 Strellin[15]
- 1407–1414 Hans Erdewan[15]
- 1411–1430 Gherd Lepel[15]
- vor 1480 Clawes Morle[15]
- 1515 Hennrick Schwerin[15]
- um 1570 Johannes Ramme[15]
- 1579–1581 Peter Hoppe[23]
- 1612 Marten Gerke[24]
- 1627 Joachim Schluter[15]
- 1636, 1651–1661 Joachim Gärtner[15]
- 1687–1688 Franz Bernhard Hoyer[15]
- 1698–1701 Lubinus[15]
- 1703 Bernhard Voigt[15]
- 1710–1734 Christian Schmidt[15]
- 1741–1760 Johann Schmidt[15]
- 1760–1786 Joachim Friedrich Hartwig,[15] (Hartwich)[25]
- 1793–1801 Martin Johannes Rachell
- 1810–1812 Michaelis[25]
- 1813 Gerhard[25]
- 1815 Johann Carl Hartwig[15]
- 1817–1830 Johann Friedrich Brand[25]
- 1833–1848 Eduard Carl Friedrich Lange[26][25]
- 1852–1864 Albert Wilhelm Eduard Schmeling[26][25]
- 1864–1908 Carl Wilhelm Robert Kleinfeldt[26][25]
- 1908 Paul Trömel
- 1912 Brinkmann (kommissarisch)[27]
- 2005–2022: Jochen Storrer (Unabhängige Bürgerliste)[28]
- seit 2022: Olaf Hagemann (Unabhängige Bürgerliste)

Storrer wurde in der Bürgermeisterwahl am 26. Mai 2019 mit 66,3 % der gültigen Stimmen für eine weitere Amtszeit von fünf Jahren gewählt. Er trat zum Jahresende 2021 aus gesundheitlichen Gründen von seinem Amt zurück.
Bei der Bürgermeisterwahl am 8. Mai 2022 wurde Hagemann ohne Gegenkandidat mit 95,2 % der gültigen Stimmen zu seinem Nachfolger gewählt. Am 9. Juni 2024 wurde er wiederum ohne Gegenkandidat mit 88,1 % der gültigen Stimmen in seinem Amt bestätigt. Seine Amtsdauer beträgt fünf Jahre.

### Wappen
| Wappen der Stadt Usedom | Blasonierung: „In Silber ein seitlich gekehrter blauer Spangenhelm mit goldener Helmkrone und natürlichem Pfauenstoß. Auf dem Schild ein vorwärts gekehrter, golden gekrönter blauer Spangenhelm mit blau-silbernen Decken und einem von zwei blau-silbernen Fähnchen eingeschlossenen natürlichen Pfauenstoß.“ |
| Wappen der Stadt Usedom | Wappenbegründung: In ihrer wechselvollen Geschichte hat die Stadt Usedom das Siegel- und Wappenbild mehrfach verändert. Siegel und Wappen zeigten vor 1720 einen seitlich gekehrten Kübelhelm mit Binderiemen, besteckt mit Pfauenfedern, danach bis in die 30er Jahre des 20. Jahrhunderts einen Fischgreif. Bereits seit Anfang des 20. Jahrhunderts befand sich wiederum ein „Helm-Wappen“ auf den Briefköpfen der Stadt, das jedoch zum Vollwappen ausgestaltet worden war und so schließlich auch zum Bestandteil des Stadtsiegels wurde. In dem in Anlehnung an das am Anklamer Tor angebrachte Vollwappen neu gestalteten Wappen soll mit dem Spangenhelm an den Stadtgründer und Stadtherrn Bogislaw IV. Herzog von Pommern-Wolgast erinnert werden, der dem Ort 1298 Lübisches Stadtrecht mit Appellation nach Greifswald verliehen hat. Das Wappen wurde von dem Weimarer Heraldiker Michael Zapfe im Zuge der Flaggengenehmigung neu gestaltet, am 24. November 1997 durch das Ministerium des Innern bestätigt und unter der Nr. 145 der Wappenrolle des Landes Mecklenburg-Vorpommern registriert. |

Historische Wappen

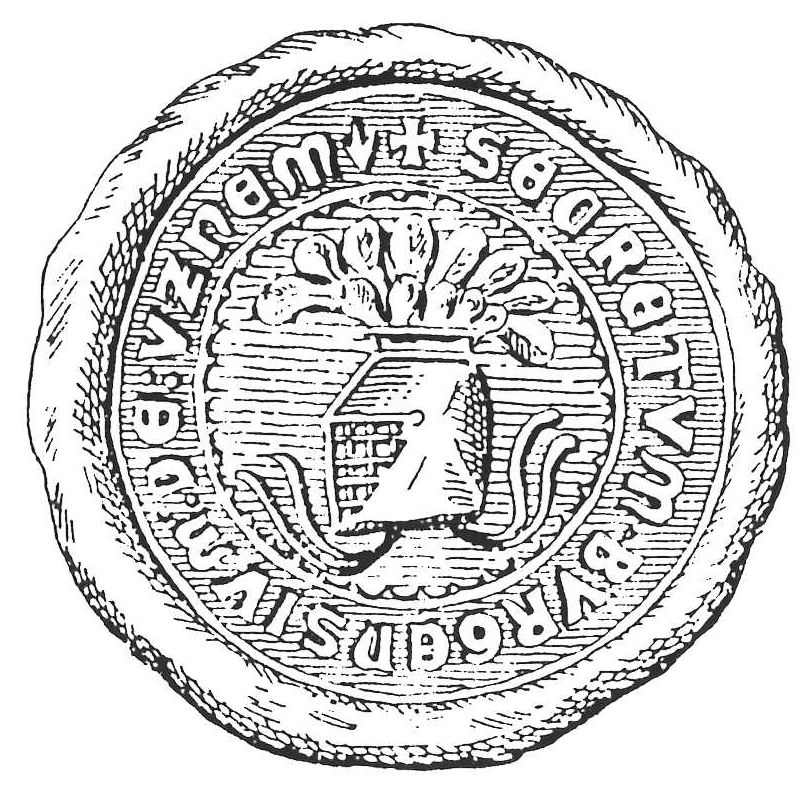
Sekretsiegel der Stadt Usedom nach einem Abdruck aus dem
14. Jahrhundert

| ehemaliges Wappen der Stadt Usedom | Blasonierung: „In Rot ein golden bewehrter silberner Fischgreif, das heißt ein Greif, dessen Leib in einen einwärts gekrümmten Fischschwanz ausläuft.“ |
| ehemaliges Wappen der Stadt Usedom | Wappenbegründung: Das älteste Siegel soll eine dreitürmige Burg mit dem pommerschen Helm im Tore enthalten. Das SECRETVM BVRGENSIVM DE VZNEM hat allein diesen Helm mit dem Pfauenfedernbusch. Ganz so spätere Siegel, selbst noch ein Stempel des 17. Jahrhunderts mit der Umschrift: DER STADT VSEDOM WAPEN. Dagegen nahm man im 18. Jahrhundert den Fischgreif der Swenzonen an, der im 15. Jahrhundert von Herzog Bogislaw X. für die Herrschaft Usedom in das große pommersche Wappen genommen worden war, obwohl jene Herren auf Usedom nie begütert waren. |

| Wappen der Stadt Usedom zu DDR-Zeiten | Blasonierung: „In Gold ein seitlich gekehrter blauer Spangenhelm, der rote Helmwulst besteckt mit fünf blauen und roten Pfauenfedern im Wechsel.“ |
| Wappen der Stadt Usedom zu DDR-Zeiten | Wappenbegründung: Die Stadt führte zwei Wappen in ihrer Geschichte, über deren Entstehung und zeitliche Bestimmung jedoch wenig bekannt ist. Ein sogenanntes „Fischgreif-Wappen“ mit Krone ist als kleines Lacksiegel auf einem Geburtsbrief von 1775 und einem Bürgerbrief von 1829 zu sehen. Außerdem existieren über dem Eingang des Rathauses ein sehr schön gestaltetes Stuckwappen und im Rathaus ein dekoratives Bleiglasfenster mit dieser doch eher seltenen Greifenvariante. Aus früherer Zeit stammt das auf Stadtsiegeln bis in die Zeit um 1950 verwendete „Helm-Wappen“. Eine modernisierte Form entstand in den 70er Jahren. |

### Flagge

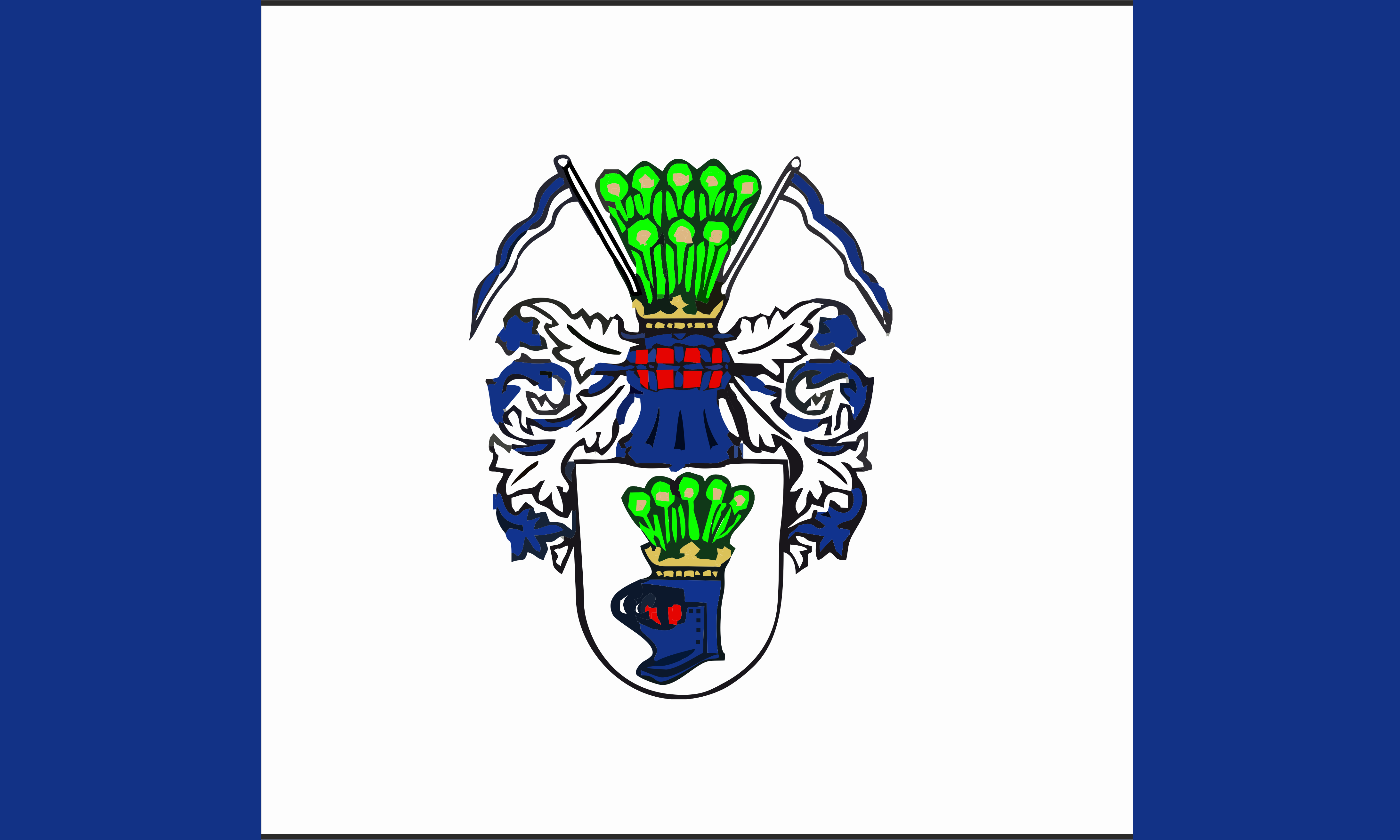
Flagge der Stadt Usedom

Die Flagge wurde von dem Weimarer Heraldiker Michael Zapfe gestaltet und am 13. Februar 1998 durch das Mecklenburg-Vorpommersche Ministerium des Innern genehmigt.
Die Flagge ist quer zur Längsachse Blau – Weiß – Blau (1:3:1) gestreift. In der Mitte des weißen Streifens liegt das Vollwappen der Stadt, das zwei Drittel der Höhe des Flaggentuchs einnimmt. Die Höhe der Flagge verhält sich zur Länge wie 3:5.

### Dienstsiegel
Das Dienstsiegel zeigt das Wappen der Stadt mit der Umschrift STADT USEDOM.

### Städtepartnerschaften
Partnerstädte von Usedom sind Henstedt-Ulzburg (Schleswig-Holstein), Maurepas in Frankreich und Wollin in Polen.

## Sehenswürdigkeiten
- Anklamer Tor
- Marienkirche

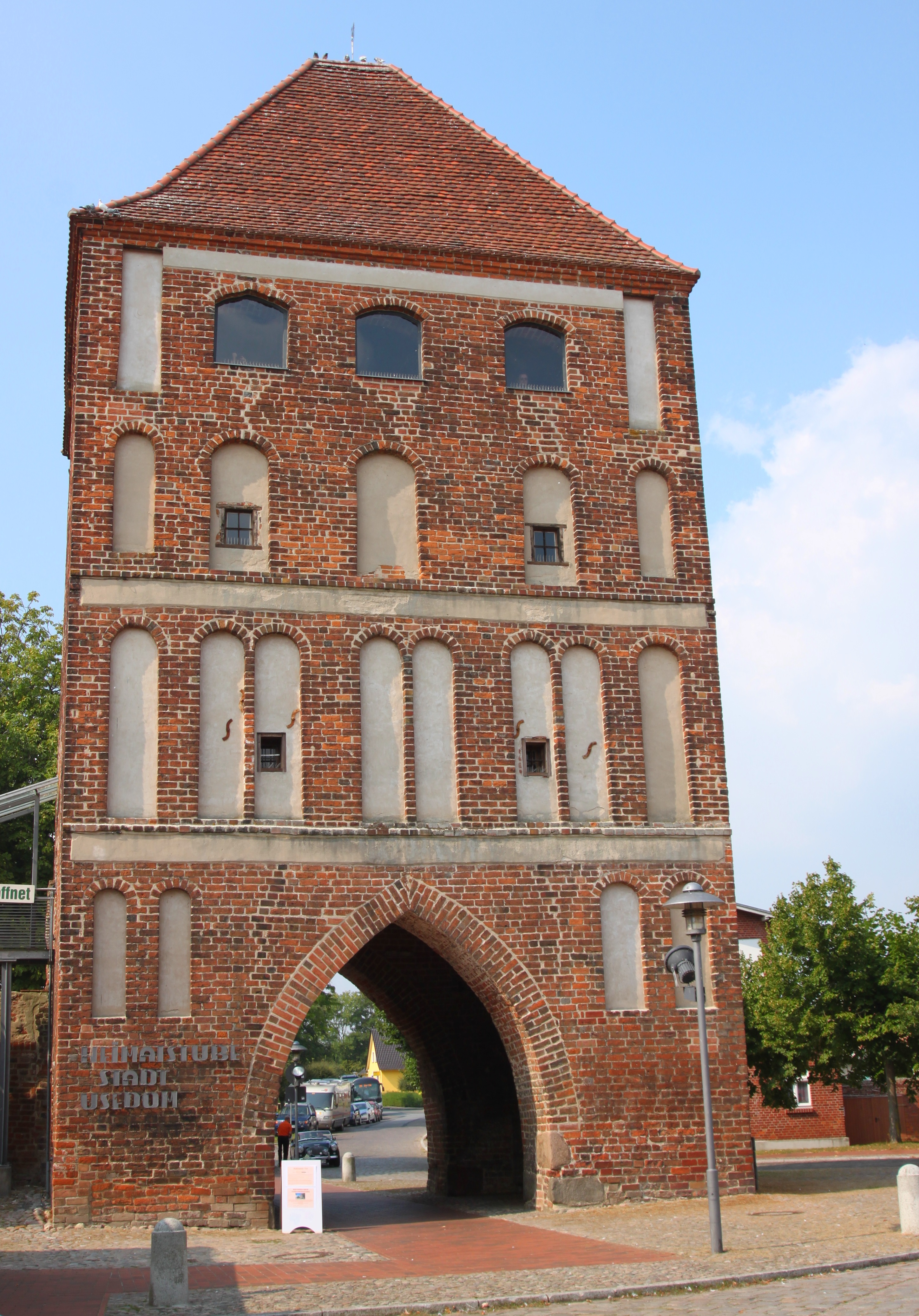
Anklamer Tor

- Schlossberg mit dem Christianisierungs-Denkmal, das an die Bekehrung Pommerns zum Christentum durch Otto von Bamberg im Jahr 1128 erinnert
- Hafenfestspiele Usedom. Seit 2008 werden jährlich in den Sommermonaten auf einer Freilichtbühne am Usedomer Hafen Theaterstücke aufgeführt.
- Zecheriner Brücke
- Bahnhofsanlage Karnin mit Museum
- Ruine der Hubbrücke Karnin
- Ehemaliger Bahnhof Usedom, im jetzigen Klaus-Bahlsen-Haus befindet sich das Naturparkzentrum mit Ausstellungen rund um die Natur der heimischen Areale
- Dorfkirche Mönchow und Mausoleum der Familie Dannenfeldt

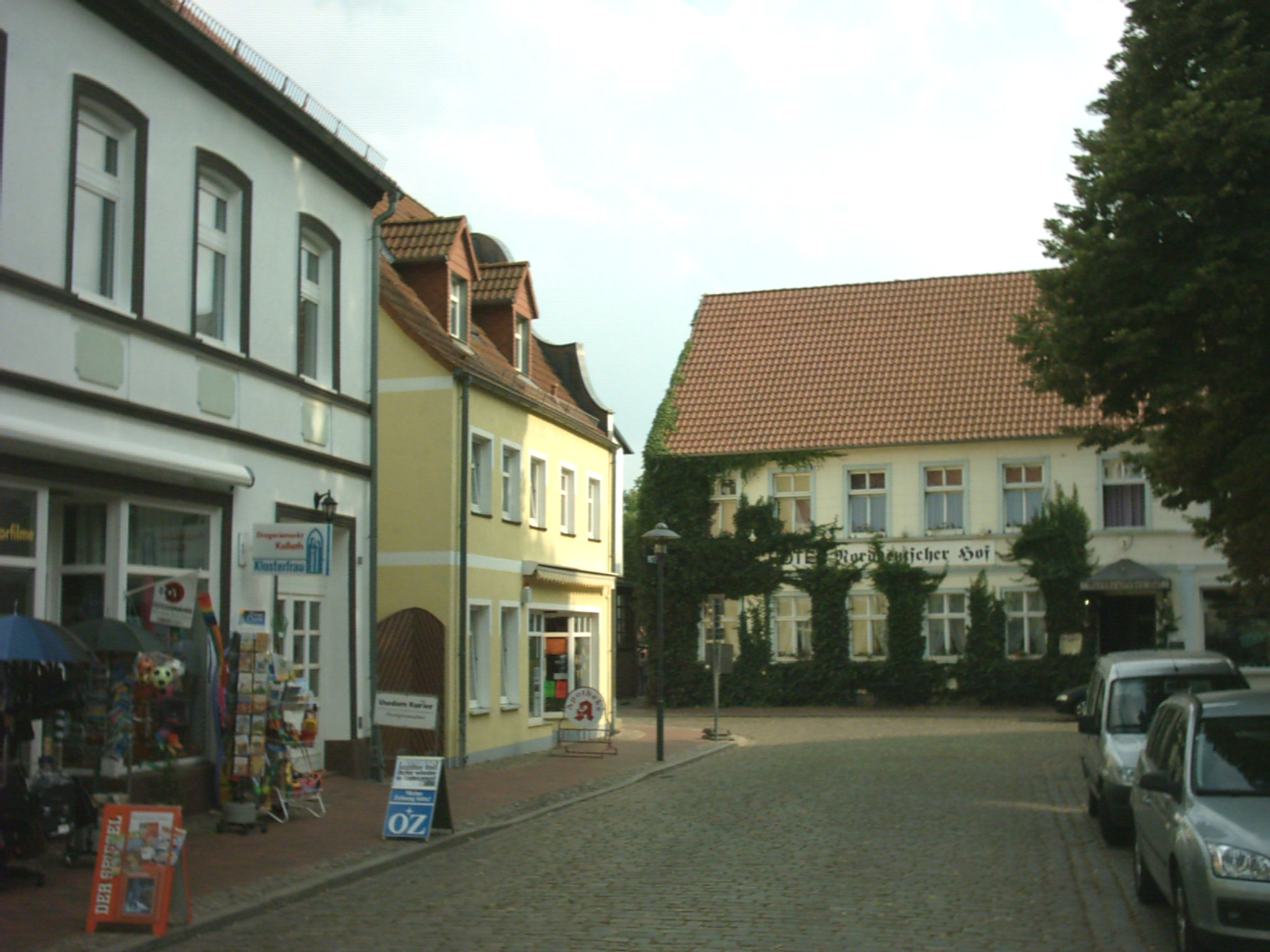
Altstadtansicht
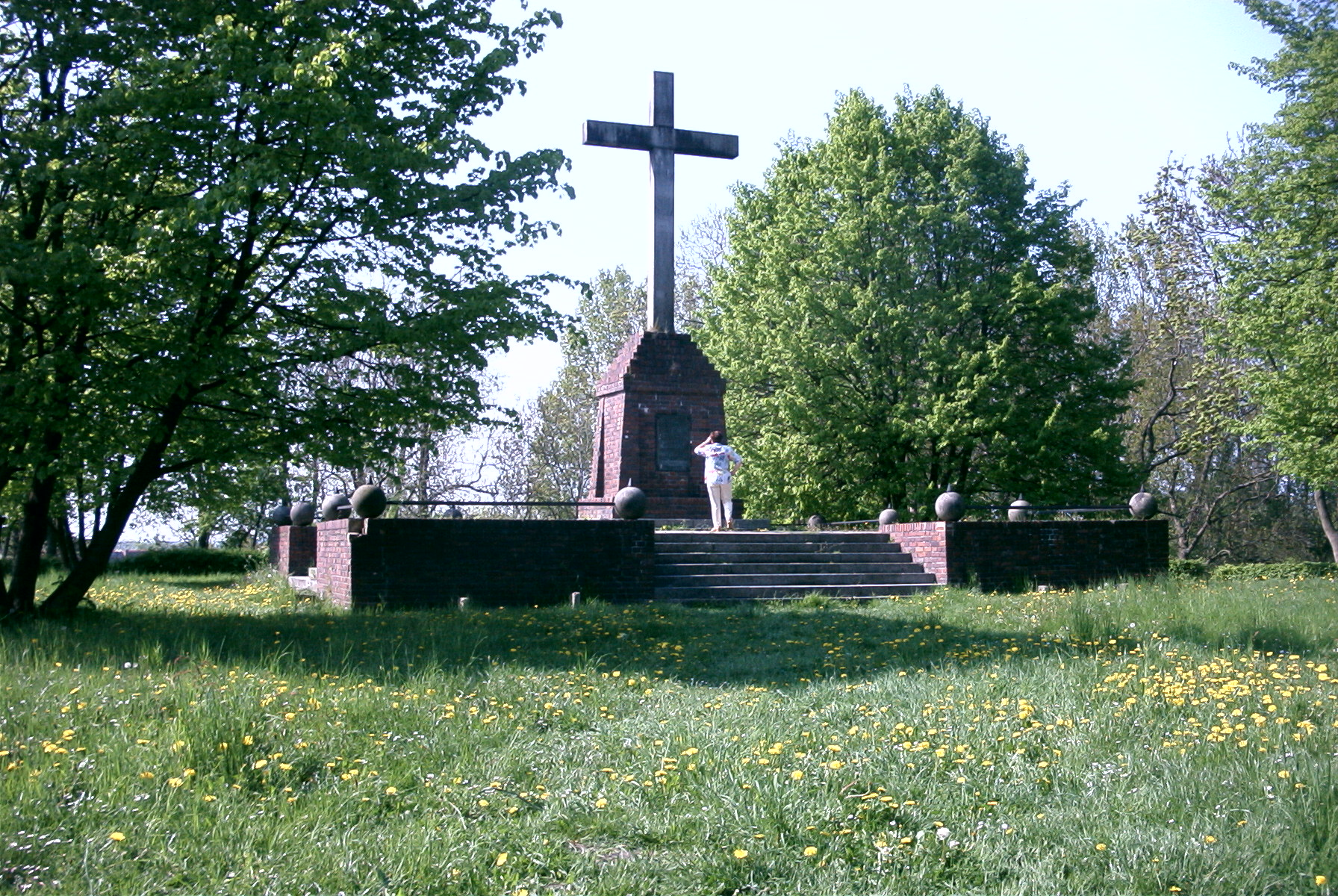
Denkmal Schlossberg
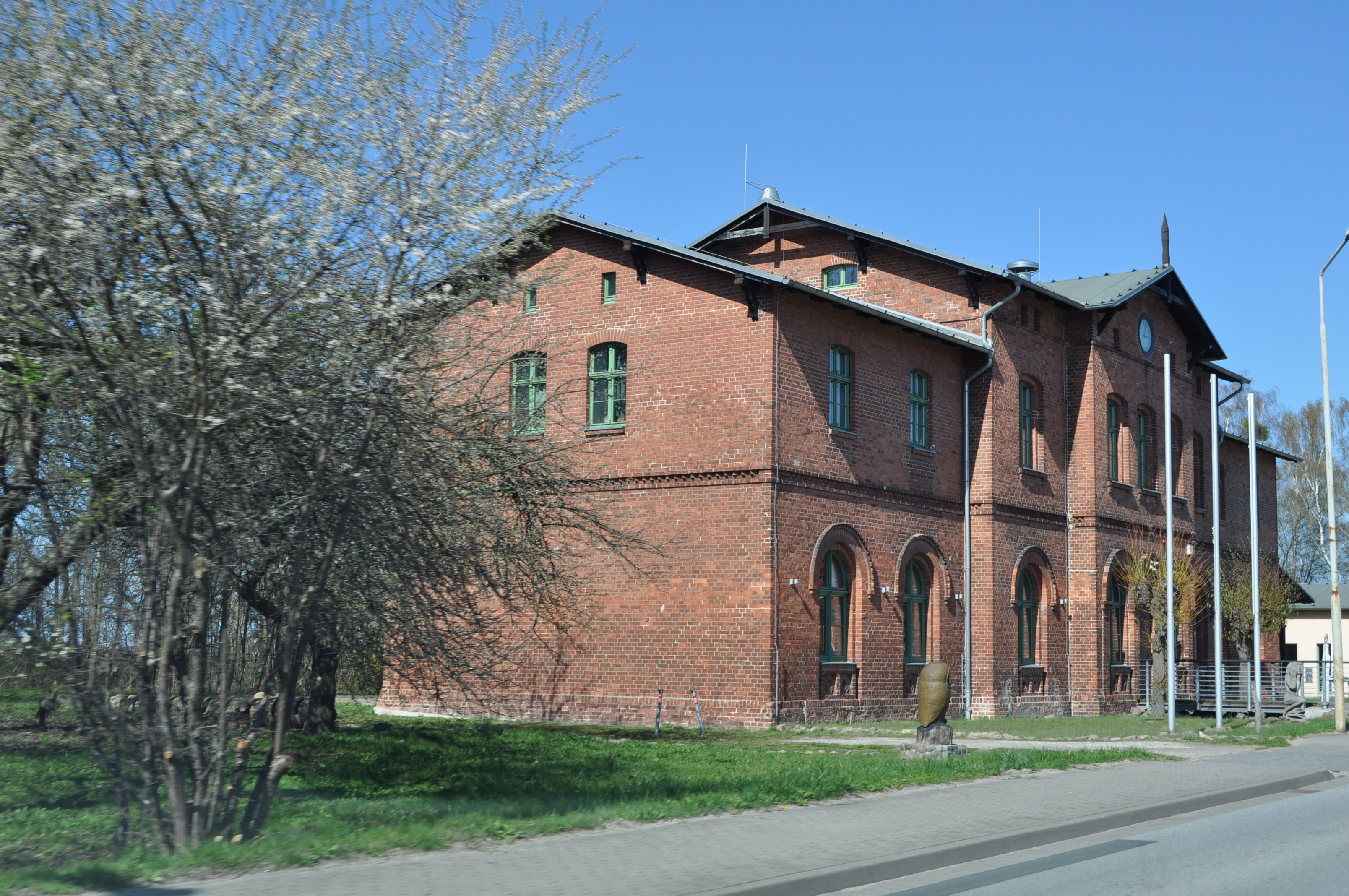
Bahnhof Usedom
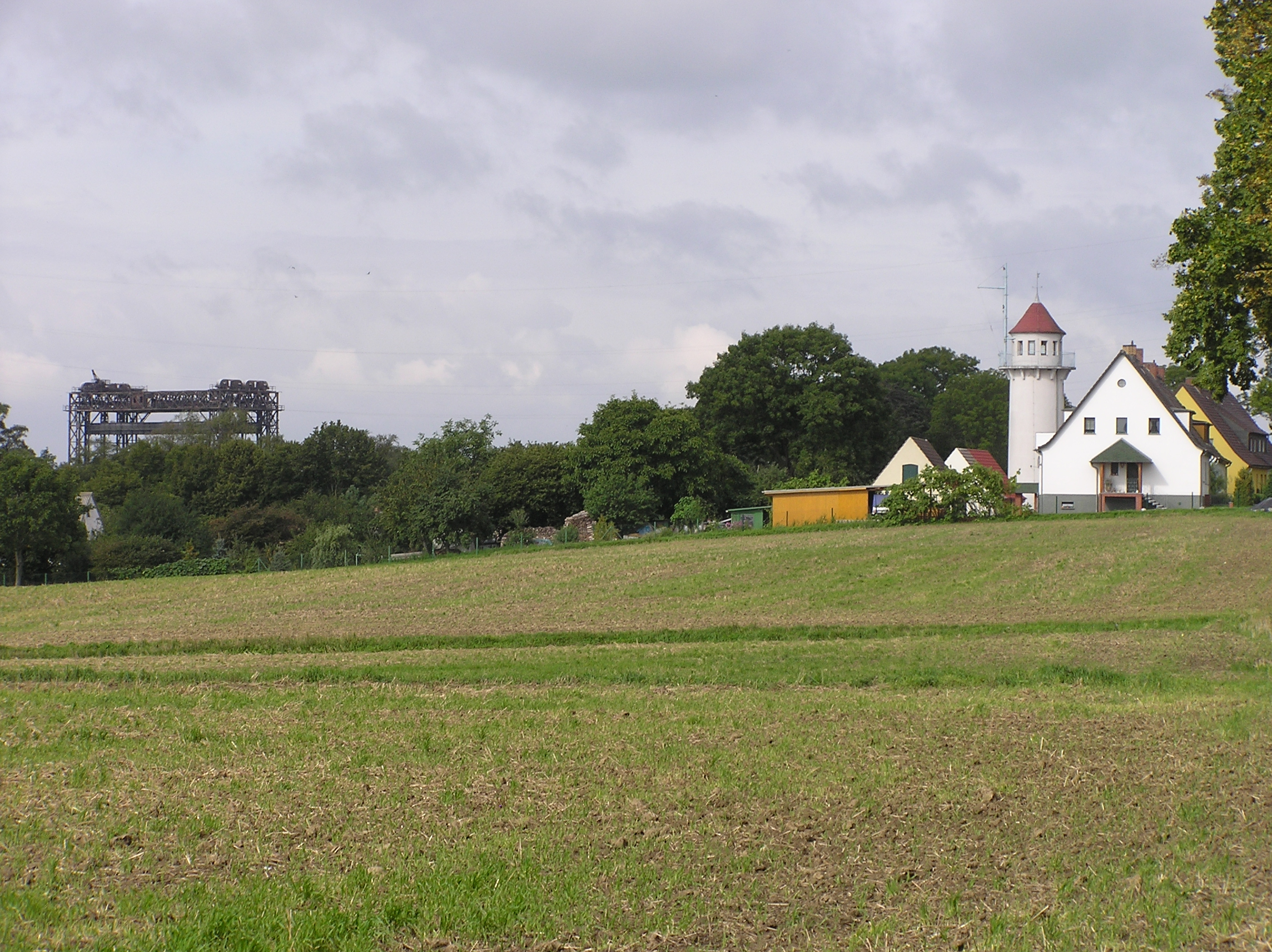
Lotsenturm und Hubbrücke Karnin
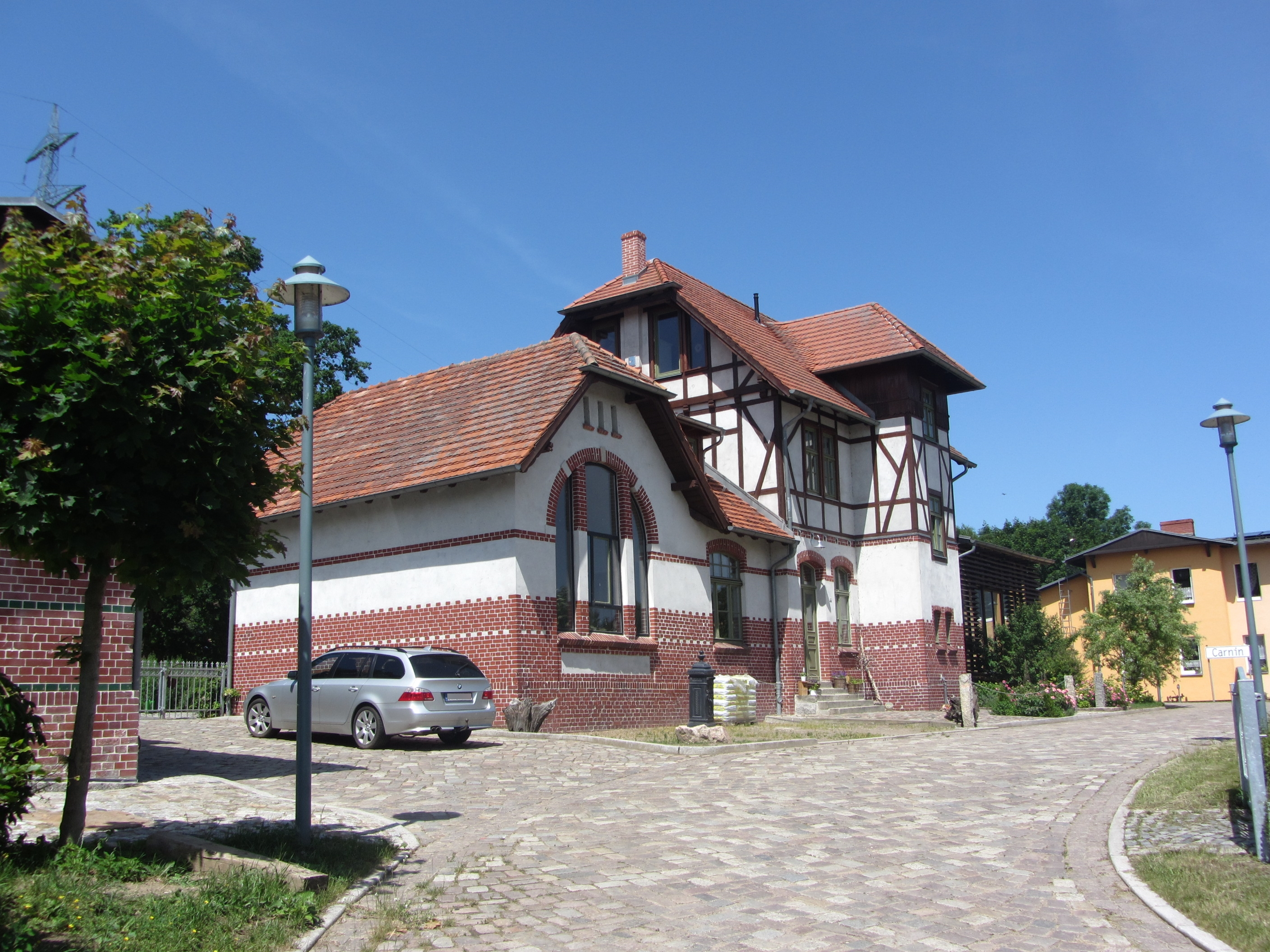
Bahnhof Karnin, Stationsname: Carnin

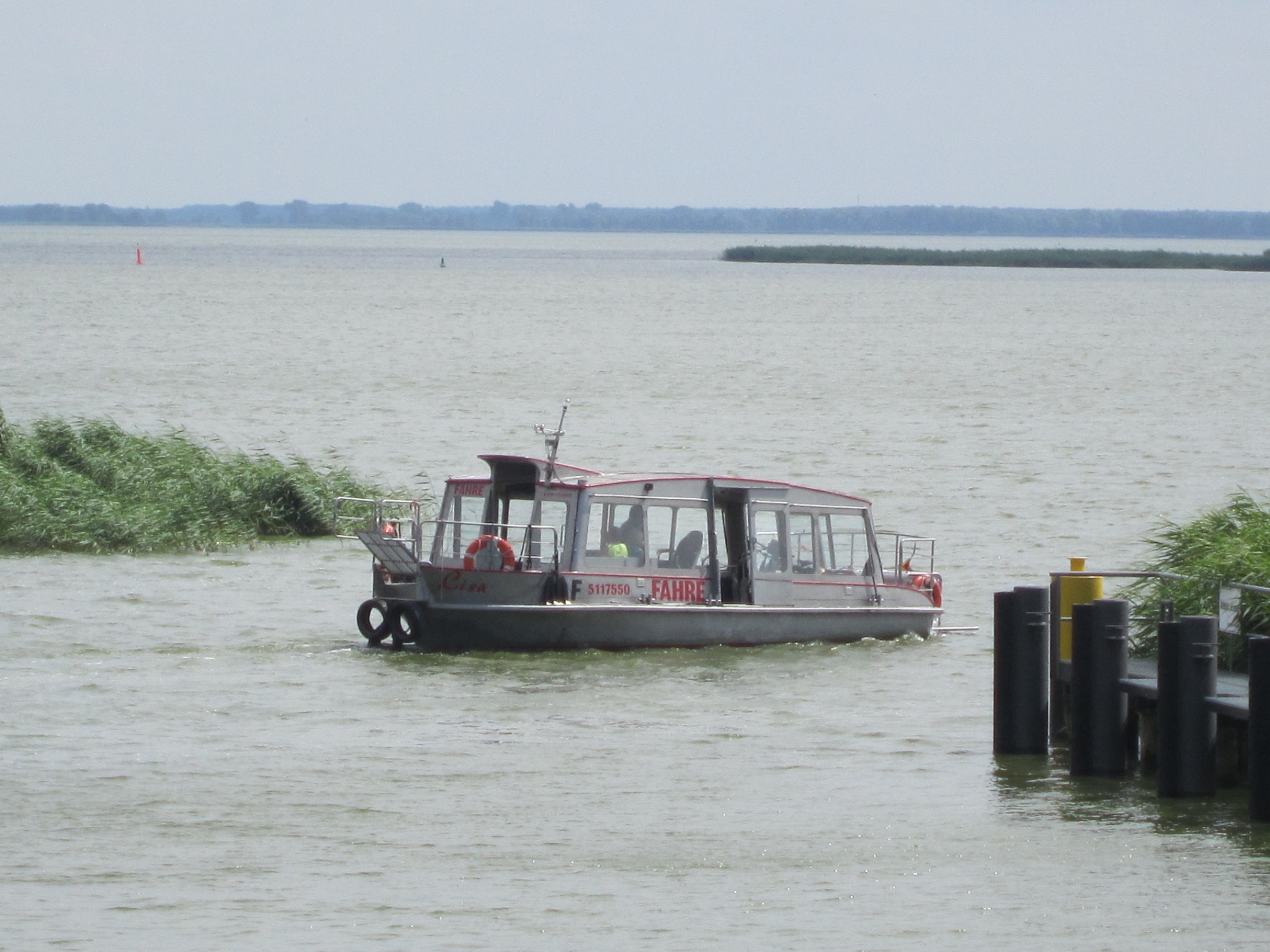
Fahrradfähre auf dem Weg von Karnin nach Kamp über den Peenestrom; im Hintergrund das Stettiner Haff

## Verkehr
Durch die Stadt Usedom führt als Südanbindung der Insel Usedom die Bundesstraße 110 (B 110) von Anklam nach Swinemünde.
Der nächstgelegene Bahnhof ist Anklam an der Bahnstrecke Berlin–Stralsund. Bis 1945 hatte die Stadt einen Bahnhof an der Bahnstrecke Ducherow–Swinemünde. Wegen der Sprengung der Karniner Brücke am Ende des Zweiten Weltkriegs wurde die Strecke stillgelegt, die Gleise wurden als Reparation an die Sowjetunion abgebaut. Der Bahnhof Usedom beherbergt heute das Naturparkzentrum der Insel Usedom. In unmittelbarer Nähe der Überreste der Eisenbahnbrücke befindet sich ein Fähranleger, von dem eine Fahrradfähre nach Kamp verkehrt.
Usedom hat einen kleinen Hafen am Usedomer See, der eine schmale Verbindung (die „Kehle“) zum Stettiner Haff besitzt. Vom 18 km entfernten Flughafen Heringsdorf bestehen saisonale Linienflugverbindungen nach deutschen und einigen Zielen im mitteleuropäischen Ausland.

## Persönlichkeiten

### Söhne und Töchter der Stadt
- Theodor Gottlieb von Scheven (1751–1810), evangelischer Geistlicher und Entomologe
- Ludwig Protzen von Schramm (1777–1856), preußischer Generalmajor
- Johann Bolljahn (1862–1928), Begründer des Deutschunterrichts in Korea, in Paske geboren
- Rudolf Lange (1887–?), Politiker (NSDAP)
- Wilhelm Süssmann (1891–1941), Generalleutnant der Luftwaffe
- Kurt Binding (1904–1971), Jurist, Regierungspräsident in Hildesheim

### Mit der Stadt verbundene Persönlichkeiten
- August Heinrich von Pachelbel-Gehag (1795–1857), Gutsbesitzer in Karnin
- Hermann Ferno (1812–1895), Gutsbesitzer in Ostklüne und Welzin
- Karl von Böhlendorff-Kölpin (1855–1925), Gutsbesitzer in Kölpin
- Robert Burkhardt (1874–1954), Schulrektor in Usedom und Heimatforscher